# Šport u 1974.
◄◄ | ◄ | 1971. | 1972. | 1973. | 1974.  | 1975. | 1976. | 1977. | ► | ►►
Arhitektura • Astronautika • Astronomija • Biologija • Film • Fotografija • Glazba • Kazalište • Kemija • Kiparstvo • Knjige • Književnost • Kršćanstvo • Meteorologija • Medicina • Planinarstvo • Politika • Pravo • Promet • Slikarstvo • Strip • Šport • Televizija • Znanost • Zrakoplovstvo • Željeznički promet
Šport u 1974.

## Svijet

### Natjecanja

#### Svjetska natjecanja
- Od 28. veljače do 10. ožujka – Svjetsko prvenstvo u rukometu u DR Njemačkoj: prvak Rumunjska
- Od 13. lipnja do 7. srpnja – Svjetsko prvenstvo u nogometu u SR Njemačkoj: prvak SR Njemačka
- Od 3. do 14. srpnja – Svjetsko prvenstvo u košarci u Portoriku: prvak SSSR

#### Kontinentska natjecanja

##### Europska natjecanja
- Od 18. do 25. kolovoza–- Europsko prvenstvo u vaterpolu u Beču u Austriji: prvak Mađarska

## Hrvatska i u Hrvata

### Osnivanja
- NK Croatia Zmijavci, hrvatski nogometni klub

## Vanjske poveznice
|  | Zajednički poslužitelj ima još gradiva o temi Šport u 1974. |